# Franciszek Surma
Franciszek Surma (né le 1er juillet 1916 à Głębocz en Pologne - mort probablement le 8 novembre 1941 au-dessus de la France) est un pilote de chasse polonais, as des forces armées polonaises de la Seconde Guerre mondiale, titulaire de 5 victoires homologuées.

## Biographie
Franciszek Surma est reçu bachelier en 1936 et la même année il s'engage dans l'armée de terre, ensuite il termine l'école des cadets officiers de la force aérienne à Dęblin. Le 15 juin 1939 il reçoit son affectation à la 121e escadrille de chasse.
Le 18 septembre 1939 il est évacué en Roumanie, puis il arrive en Angleterre. Il est tout d'abord affecté au 151 RAF Squadron et le 11 septembre 1940 il intègre le 607 RAF Squadron. Il remporte sa première victoire le 26 septembre 1940 sur un Bf 109. Le 21 octobre 1940 il est abattu mais parvient à sauter en parachute. Le 12 décembre 1940 il incorpore le 242 RAF Squadron et finalement le 13 mars 1941 il reçoit sa dernière affectation à la 308e escadrille de chasse polonaise. Le 11 mai 1941 son avion est touché au-dessus de Great Malvern, mais une fois de plus, Surma saute en parachute.
Franciszek Surma disparaît le 8 novembre 1941 lors d'un vol opérationnel. Son corps et son avion n'ont jamais été trouvés.

## Tableau de chasse
| Date       | Appareil(s) abattu(s) |
| ---------- | --------------------- |
| 26/09/1940 | Messerschmitt Bf 109  |
| 22/07/1941 | Messerschmitt Bf 109  |
| 16/09/1941 | Messerschmitt Bf 109  |
| 20/09/1940 | Messerschmitt Bf 109  |
| 12/10/1940 | Messerschmitt Bf 109  |

## Decorations
- Ordre militaire de Virtuti Militari
- La croix de la Valeur Krzyż Walecznych - 3 fois

## Postérité
Depuis le 25 mai 2002 le collège de Gołkowice porte le nom de Franciszek Surma.